# Teinobasis argiocnemis
Teinobasis argiocnemis – gatunek ważki z rodziny łątkowatych (Coenagrionidae).